# Bezirksliga Niederschlesien 1934/35
De Bezirksliga Niederschlesien 1934/35 was het tweedevoetbalkampioenschap van de Bezirksliga Niederschlesien, het tweede niveau onder de Gauliga Schlesien en een van de drie reeksen die de tweede klasse vormden. De competitie werd in twee geografisch verdeelde reeksen gespeeld, waarvan de winnaars elkaar bekampten voor de algemene titel. MSV Glogau werd kampioen en speelde de eindronde ter promotie met VfB Breslau en VfB 1910 Gleiwitz, maar werd derde en kon dus geen promotie afdwingen. 

## Bezirksliga Niederschlesien

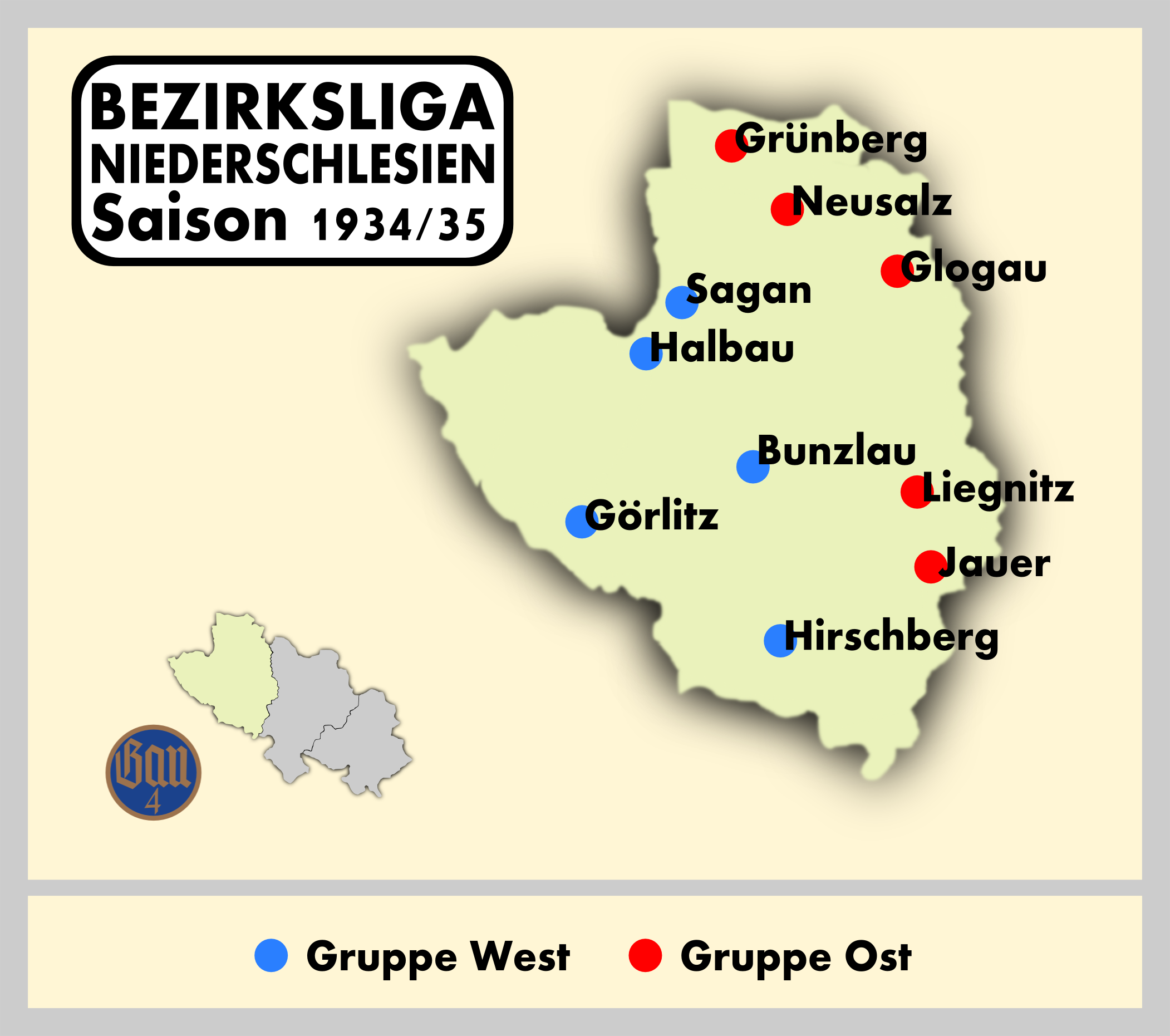
Speelsteden Bezirksliga Niederschlesien.

### Groep Oost
| Plaats | Club                               | Wed. | W  | G | V  | Saldo | Ptn.  |
| ------ | ---------------------------------- | ---- | -- | - | -- | ----- | ----- |
| 1.     | MSV Glogau                         | 14   | 10 | 2 | 2  | 67:24 | 22:06 |
| 2.     | SpVgg 1896 Liegnitz                | 14   | 7  | 4 | 3  | 38:24 | 18:10 |
| 3.     | VfB Liegnitz                       | 14   | 8  | 1 | 5  | 32:24 | 17:11 |
| 4.     | Vereinigte Grünberger Sportfreunde | 14   | 7  | 2 | 5  | 38:24 | 16:12 |
| 5.     | Liegnitzer BC Blitz 03 (1)         | 14   | 6  | 1 | 7  | 33:31 | 13:15 |
| 6.     | SC Jauer                           | 14   | 5  | 2 | 7  | 24:34 | 12:16 |
| 7.     | SC Preußen 1911 Glogau             | 14   | 5  | 0 | 9  | 28:46 | 10:18 |
| 8.     | DSC Neusalz                        | 14   | 1  | 2 | 11 | 17:70 | 04:24 |

(1): Liegnitzer BC Blitz 03 was een fusie tussen FC Blitz 03 Liegnitz en Liegnitzer BC 
|  | Geplaatst voor finale |
|  | Degradatie            |

### Groep West
| Plaats | Club                  | Wed. | W  | G | V  | Saldo | Ptn.  |
| ------ | --------------------- | ---- | -- | - | -- | ----- | ----- |
| 1.     | STC Görlitz           | 14   | 11 | 1 | 2  | 58:19 | 23:05 |
| 2.     | MSV Cherusker Görlitz | 14   | 10 | 1 | 3  | 50:17 | 21:07 |
| 3.     | SpVgg Bunzlau         | 14   | 9  | 0 | 5  | 61:22 | 18:10 |
| 4.     | SC Halbau             | 13   | 5  | 3 | 5  | 29:31 | 13:13 |
| 5.     | Saganer SV            | 14   | 5  | 3 | 6  | 19:24 | 13:15 |
| 6.     | Gelb-Weiß Görlitz     | 13   | 4  | 2 | 7  | 23:38 | 10:16 |
| 7.     | STC Hirschberg        | 14   | 2  | 3 | 9  | 22:58 | 07:21 |
| 8.     | Germania Görlitz      | 14   | 2  | 1 | 11 | 14:67 | 05:23 |

|  | Geplaatst voor finale          |
|  | Degradatie naar 1. Kreisklasse |

### Finale
Heen
|            |             |       |            |         |
| 4 mei 1935 | STC Görlitz | 0 - 0 | MSV Glogau | Görlitz |
| 4 mei 1935 |             |       |            | Görlitz |

Terug
|            |            |       |             |        |
| 5 mei 1935 | MSV Glogau | 4 - 2 | STC Görlitz | Glogau |
| 5 mei 1935 |            |       |             | Glogau |

## Promotie-eindronde Kreisklasse

### Groep Oost
| Plaats | Club                             | Wed. | W | G | V | Saldo | Ptn.  |
| ------ | -------------------------------- | ---- | - | - | - | ----- | ----- |
| 1.     | Reichsbahn SV Schlesien Liegnitz | 3    | 2 | 0 | 1 | 08:06 | 04:02 |
| 2.     | VfB Beuthen an der Oder          | 2    | 1 | 0 | 1 | 04:04 | 02:02 |
| 3.     | SV Rauschwitz                    | 1    | 0 | 0 | 1 | 02:04 | 00:02 |

|  | Promotie naar Bezirksliga Niederschlesien 1935/36 |

### Groep West
| Plaats | Club                   | Wed.           | W              | G              | V              | Saldo          | Ptn.           |
| ------ | ---------------------- | -------------- | -------------- | -------------- | -------------- | -------------- | -------------- |
| 1.     | SV 1920 Sprottau       | 2              | 0              | 2              | 0              | 06:06          | 02:02          |
| 2.     | RTSV Schlesien Görlitz | 2              | 0              | 2              | 0              | 06:06          | 02:02          |
| 3.     | Preußen Bad Warmbrunn  | Teruggetrokken | Teruggetrokken | Teruggetrokken | Teruggetrokken | Teruggetrokken | Teruggetrokken |

|  | Play-off voor promotie |

Play-off
|              |                  |       |                        |       |
| 23 juni 1935 | SV 1920 Sprottau | 3 - 0 | RTSV Schlesien Görlitz | Żagań |
| 23 juni 1935 |                  |       |                        | Żagań |